# 甲東中學校前停留場
甲東中學校前停留場（日语：／ Kōtōchūgakkō-mae teiryūjō */?），又稱甲東中學校前電車站，是位於鹿兒島縣鹿兒島市樋之口町，屬於鹿兒島市交通局（鹿兒島市電）第一期線的電車站。車站編號為I09。

## 歷史

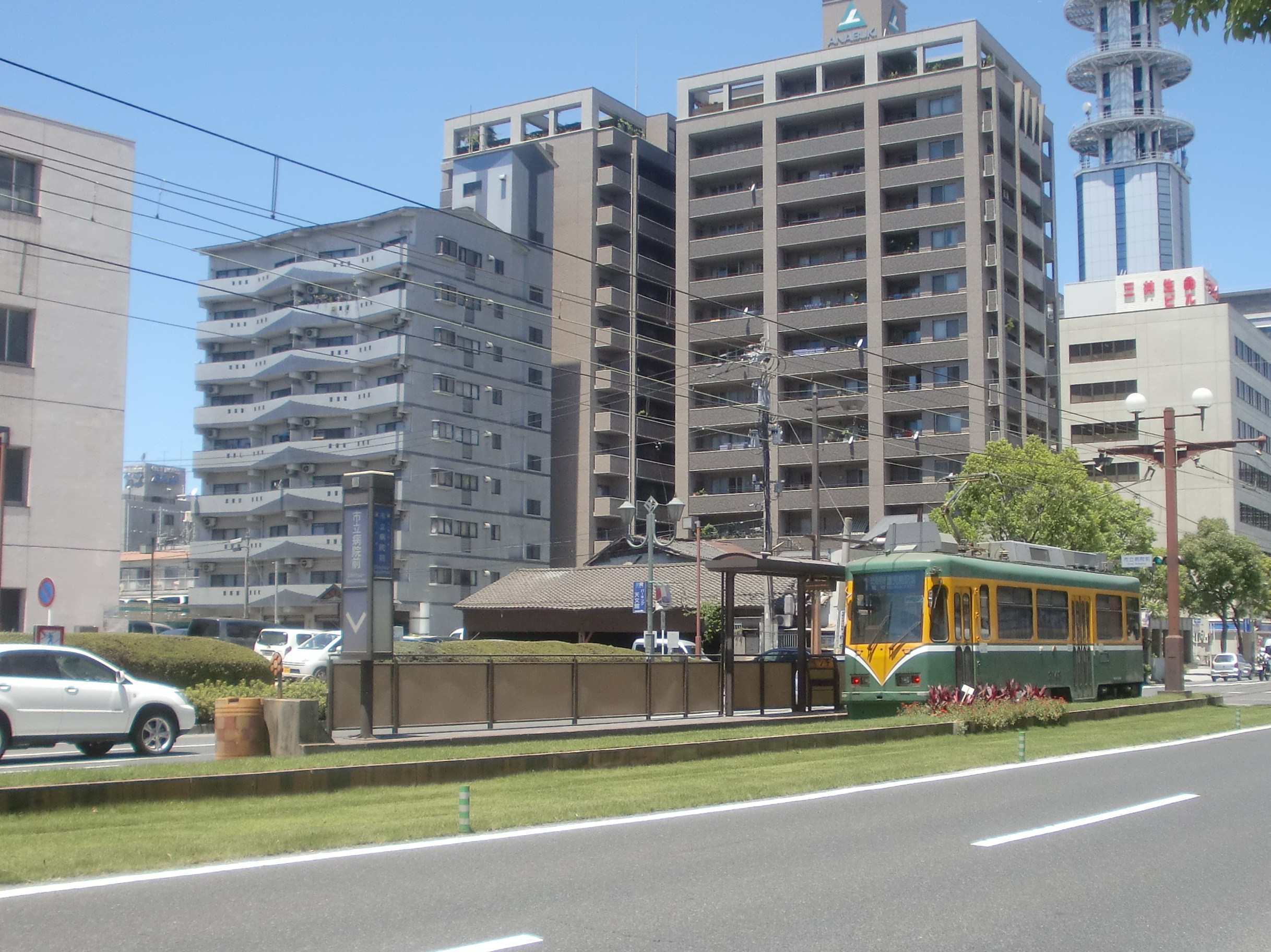
市立醫院前停留場時代

- 1914年7月3日 - 鹿兒島電氣軌道開設樋之口町停留場（日语：／）。
- 1928年7月1日 - 鹿兒島市電氣局接管路線。
- 1933年1月 - 改組成為鹿兒島市交通課車站。
- 1948年10月10日 - 電車站改名為市立醫院前停留場。
- 1956年5月10日 - 改組成為鹿兒島市交通局車站。
- 2015年5月1日 - 隨著市立醫院遷移，電車站改名為甲東中學校前停留場[1]。

## 電車站構造
此站設有2面2線的相對式低地台月台。兩月台上設有電車接近顯示器和廣播系統，並且可讓輪椅人士進出。但因月台寬度不足，使電動輪椅人士無法使用此站。本站是無人車站，站內無法購買車票。

### 運行系統
此站是第一期線的電車站，■1系統會駛入此站。

## 使用狀況
| 1日上下車人次變化 | 1日上下車人次變化 |
| 年度              | 1日平均人次       |
| ----------------- | ----------------- |
| 2011年            | 816               |
| 2012年            | 849               |
| 2013年            | 885               |
| 2014年            | 854               |
| 2015年            | 586               |

## 電車站周邊
教育設施
- 鹿兒島市立甲東中學（日语：鹿児島市立甲東中学校）

警署
- 鹿兒島中央警署（日语：鹿児島中央警察署）

## 巴士路線
市營巴士「甲東中學前」巴士站
- 14號 谷山線
- 15號 東紫原線
- 15號-3 東紫原線
- 19號 南紫原線
- 28號 伊敷、鴨池港線
- 29號 伊敷NT、鴨池港線
- 30號 明和、鴨池港線

## 相鄰電車站
鹿兒島市交通局
鹿兒島市電■1系統
高見馬場（I08）－甲東中學校前（I09）－新屋敷（I10）
- 曾經此停留場至高見馬場停留場之間設有山之口町停留場（舊稱山之口馬場停留場），於1943年5月5日廢止。

## 注腳
1. ↑  . 鹿児島市交通局.   [2015-05-11]. （原始内容存档于2015-04-03） （日语）.
2. ↑  国土数値情報(駅別乗降客数データ)  （页面存档备份，存于）（日語） - 國土交通省，2018年12月10日參閲

## 外部連結
- 鹿兒島市交通局 （页面存档备份，存于）（日語）